# レバノン軍
レバノン軍（レバノンぐん、Lebanese Armed Forces, LAF）は、レバノンの国軍である。陸軍・海軍・空軍の三軍から成る。

## 概要

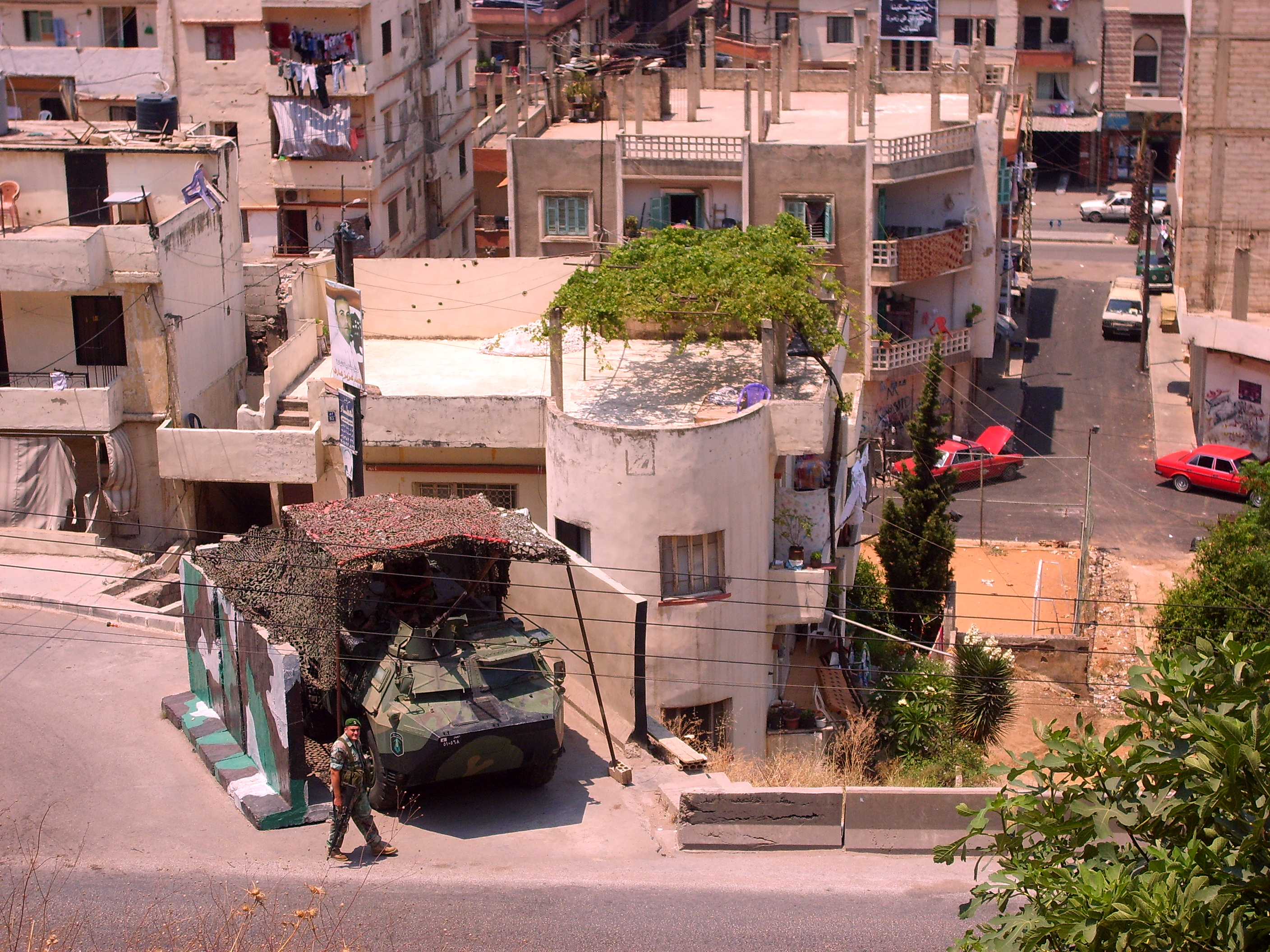
バブ・アル・タバネフとジャバル・モセンの紛争にて双方の境界線上で警備にあたるレバノン陸軍部隊。

レバノン軍の主な任務は（宗派間のトラブルの仲裁をはじめとする）国内の治安の安定と維持であり、国境や港の警備に救助活動、消防活動、それに麻薬密輸の取り締まりを行っている。また、レバノン内戦や度重なるイスラエルの攻撃で破壊されたインフラストラクチャーの復興や、国内中に敷設された地雷撤去も任務として重要視されている。
三軍はLAFの司令部に指揮されており、司令部は首都ベイルートの東のヤルゼに位置している。
計6つの軍関係大学・学校が存在する。何人かの士官候補生は他国に送られ、追加の教育を受ける場合がある（アメリカ、フランス、イギリス、シリア等）。
レバノン軍の装備は約85%がアメリカ製で、残りはイギリス製やフランス製、ソ連製である。初期はフランス製が主流だったが、内戦以降は断続的にアメリカによる装備の供与が行なわれ、内戦末期の「解放戦争」時には（アメリカからの供与が断たれた）アウン将軍派政府軍にT-55などソ連製の装備がイラクから供与された。内戦終結後は再びアメリカが主軸となって供与が再開された。さらに各宗派の民兵組織やパレスチナ人組織から回収した装備も使用されている。
2006年のレバノン侵攻においては兵士22人が死亡し、63人が負傷。対空攻撃を除いて、イスラエル軍との直接的な衝突は見られなかった。しかし、イスラエル軍の空爆においてはレバノン軍部隊や施設が攻撃対象となった。停戦後の9月以降、国連レバノン暫定軍と共に南部への進駐（イスラエル軍とヒズボラの兵力引き離し）を開始している。
国防大臣はサミール・ムクビル（2014年10月現在）。
2020年現在、シリア内戦の影響を受けて、シリアとの国境地帯でアル＝ヌスラ戦線との散発的な戦闘が発生している。また、アメリカ、EU、サウジアラビア、イランなどから資金及び装備の援助が度々行われている。
一方、同年、レバノンは深刻な経済低迷状態に見舞われており、6月30日には兵士に提供する食事から肉が抜かれることが発表された。
2024年10月、イスラエル軍はヒズボラの掃討を目的としてレバノン領内に侵攻を開始（レバノン侵攻 (2024年)）したが、レバノン軍はヒズボラにもイスラエル側にも加担せず中立的な立場を保持した。2025年にはイスラエル軍を牽制するために多くの拠点から撤退させた。

## レバノン陸軍

### 編成
総員71,800人。レバノン領土は、5個管区に分かれる。陸軍の作戦単位は、旅団であり、13個旅団から成る。その外、6個独立特殊作戦大隊、2個砲兵連隊、3個支援連隊が存在する。

### 装備

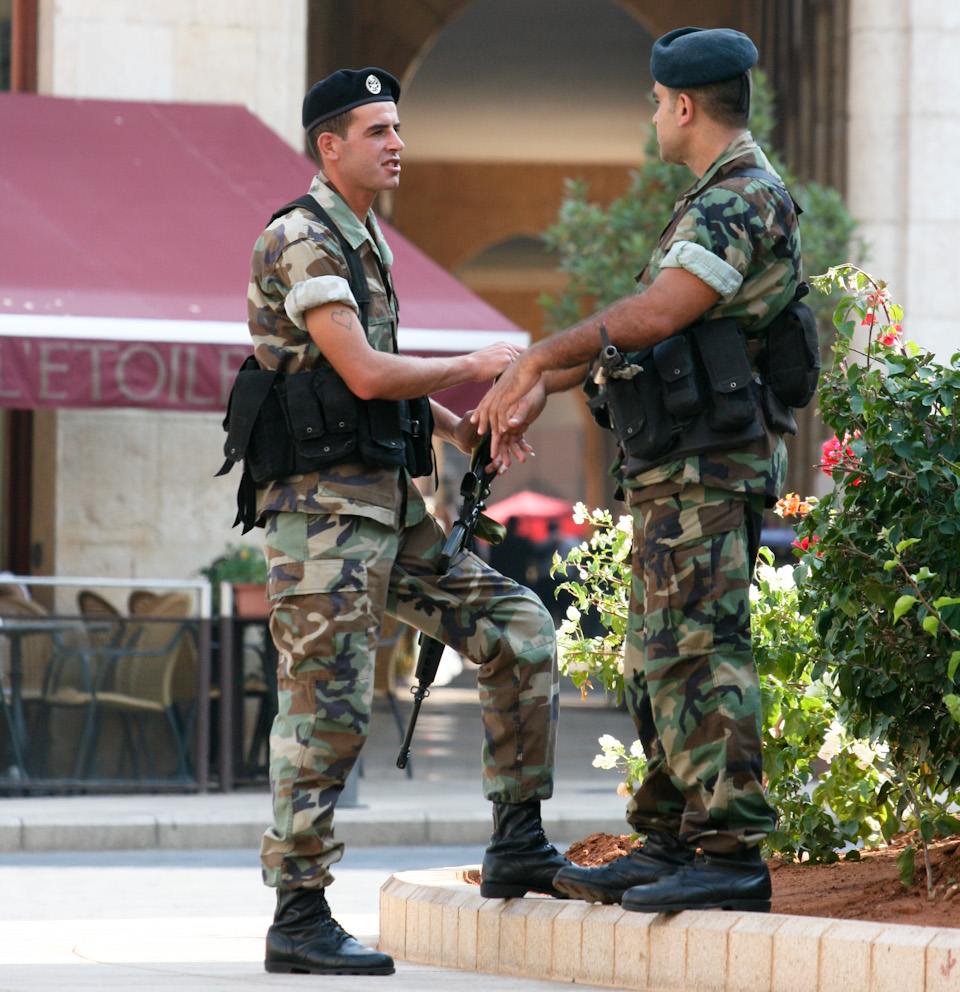
レバノン軍の兵士

※すでに退役した物も含む。
歩兵用小銃・短機関銃
アメリカ製：M16、CAR-15、M4カービン
旧ソ連製：AK47/AK47S/AKM/AKMS、AK-74/AKS74U
東ドイツ製：STG-941
西ドイツ・ドイツ製：H&K G3、HK33、MP5
ベルギー製：FN FAL、FN P90
歩兵用拳銃・狙撃銃・軽機関銃・重機関銃・携帯ロケットランチャー
アメリカ製：M40スナイパーライフル、ブローニングM2 12.7mm重機関銃、M72 LAW
旧ソ連製：SVD、PKM、RPK、RPG-7
スペイン製：M65ロケットランチャー
ベルギー製：ミニミ軽機関銃、FN MAG機関銃、ブローニング・ハイパワー拳銃
製造国多数：各種迫撃砲
主力戦車
旧ソ連製：T-54/T-55中戦車
アメリカ製：M48A5中戦車、M60A3主力戦車（2009年に供与予定）
旧西ドイツ製：レオパルト1中戦車（旧ベルギー陸軍）
歩兵戦闘車
AIFV（旧ベルギー陸軍。25mm機関砲を装備）
装甲兵員輸送車
アメリカ製：M113装甲兵員輸送車（派生形のM577コマンドポストを含む）、コマンドウ装甲車
フランス製：VAB装甲車、パナール M3、AMX-VCI（AMX-13軽戦車から派生した装軌式APC）
ポルトガル製：Chaimite
軽戦車・装甲車
フランス製：AMX-13軽戦車、AML 90装甲車
イギリス製：サラディン装甲車、フェレット装甲車
アメリカ製：T17E1 Staghound
火砲
アメリカ製：M101 105mm榴弾砲、M102 105mm榴弾砲、M114 155mm榴弾砲、M198 155mm榴弾砲、M40 106mm無反動砲
旧ソ連製：M-30 122mm榴弾砲、D-30 122mm榴弾砲、M-46 130mmカノン砲、2A36 152mmカノン砲
フランス製：M50 155mm榴弾砲
対空兵器
アメリカ製：M42ダスター自走高射機関砲
旧ソ連製：ZPU-1 / ZPU-2 / ZPU-4、ZU-23-2、9K32（SA-7グレイル）携帯式地対空ミサイル
対戦車ミサイル
フランス製：ENTAC、ミラン
アメリカ製：BGM-71 TOW
旧ソ連製：9M14（AT-3サガー）、9M133（AT-14スプリガン）
自走多連装ロケットランチャー
BM-21、BM-11、RM-70
軍用車輌
イギリス製：ランドローバー・ディフェンダー90
アメリカ製：M151 MUTT、ハンヴィー、M35 2.5tトラック、Commercial Utility Cargo Vehicle
イスラエル製：AIL M325 ヌンヌン 指揮車両
その他
内戦前にはM1951ヘルメットなどフランス式の軍装が多く用いられていたが、現在の軍装はアメリカ陸軍の物に準じている。現在でも伝統的なM1ヘルメットが用いられる一方、PASGT式の物も普及している。この他に、旧ソ連製のM68ヘルメット、イスラエル製のOR-201ヘルメットも使用されている（いずれも民兵組織からの回収品と見られる）。

## レバノン海軍

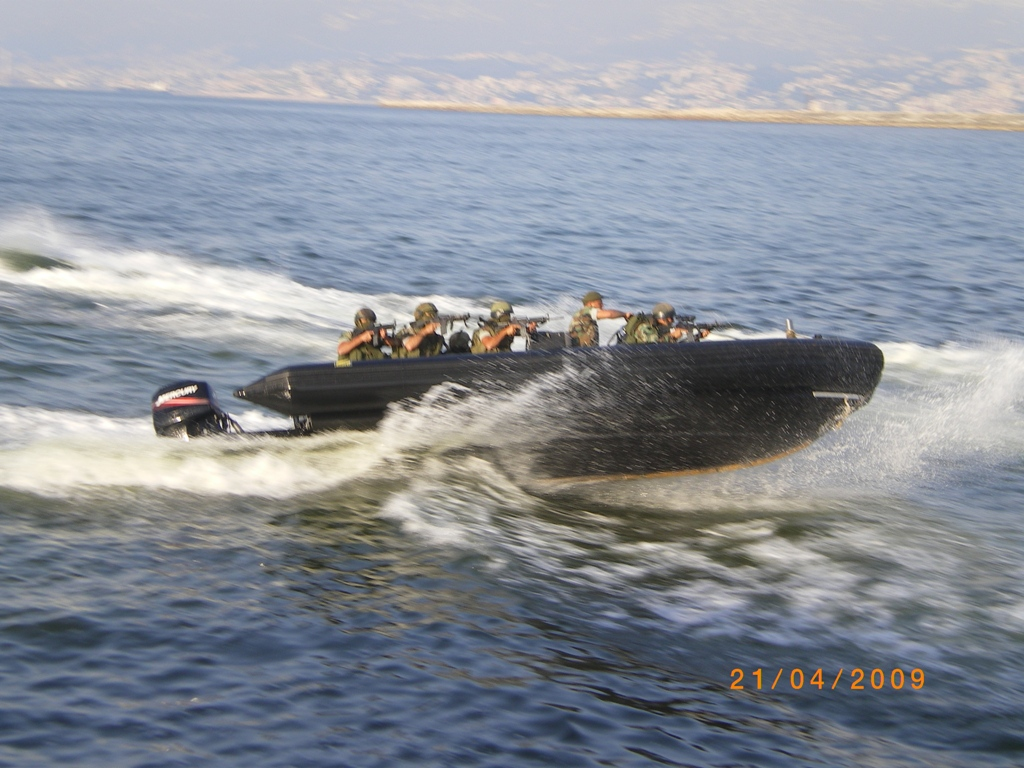
ゾディアックボートに乗る海兵コマンド旅団

レバノン海軍は、23mm連装機関砲を装備した哨戒艇×7隻、機関銃を装備したモーターボート×27隻、フランス製エディク型汎用揚陸艇（LCU）×2隻を保有する。基地はベイルート、ジューニエ、トリポリである。内戦ではほとんど活動する事ができず、稼働していた基地もマロン派キリスト教徒の本拠地であるジューニエに限定されていて、レバノン領海ではイスラエル海軍やシリア海軍、国内の民兵組織の武装船舶が跳梁跋扈する事態になった。内戦末期の「解放戦争」では、親イラクのアウン派政府軍によって海軍基地が総攻撃を受け、その開始直前にレバノン海軍の艦艇が沖合に避難したという逸話もある（当時の海軍司令官ハラウィは親シリアの反アウン派であり、内戦末期にシリアの後押しを受けて大統領となった）。
哨戒艇は内戦後にレバノン軍団から没収した哨戒艇（イスラエル製のドボラ級高速艇を含む）が一部使用されている。なお、ドボラ級は保管された後、イスラエルの南レバノン撤退の際にイスラエルに返還されている。2007年にはドイツから沿岸警備隊や税関で使用されていた中古の哨戒艇や練習艇を供与される事となり、2008年に入ってその一部がレバノンに到着している。
この他に長距離沿岸レーダーを保有していたが、ヒズボラにレーダーの観測情報を提供していた疑いでイスラエル軍の攻撃によって壊滅状態に陥ったといわれる。こちらもドイツの援助によって再建されつつある。
レバノン海軍とは別枠であるがレバノン陸軍の海兵コマンド旅団が存在している。政治情勢などにより断続的であるがアメリカ海軍のNavy SEALsから訓練支援を受けており（部隊のエンブレムもNavy SEALsのエンブレムにレバノンスギをあしらったものである）、前掲のエディク型LCUを用いた海軍との共同両用戦訓練も行われている。
- レバノン海軍艦艇一覧

## レバノン空軍

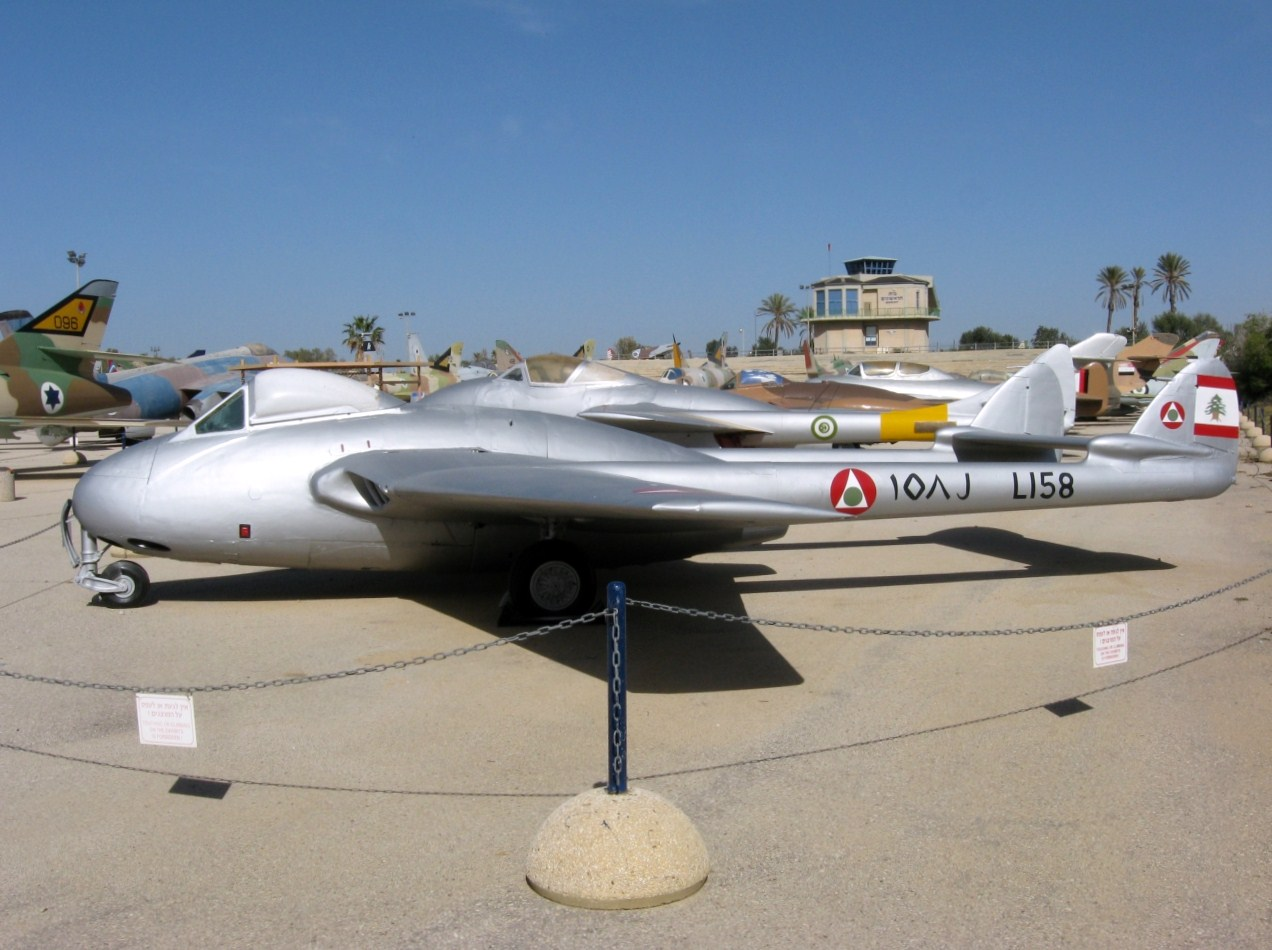
レバノン軍が使用していたデ・ハビランド バンパイア

レバノン空軍は、1982年のイスラエル軍によるレバノン侵攻時に壊滅状態に陥った。山岳戦争でハンターが支援攻撃を行なって以降は、長らく実質的な防空能力を有していない。現在は第一線での使用に堪える戦闘機はなく、1950年代に開発された旧式のハンター戦闘機及びその複座型（OCU：作戦転換訓練用）が対地攻撃機として少数運用されていたが、2014年に退役した。その外、SA-342「ガゼル」戦闘ヘリが2～7機保管されている。以前はミラージュIII戦闘機も運用していたが、退役してパキスタンに売却された。
内戦の勃発した1975年に数機のハンターがイスラム教左派勢力に空爆を加え、同派やPLOによるベイルート郊外の大統領府の包囲網を一時的に破り、当時のスレイマーン・フランジーエ大統領をマロン派キリスト教徒の中心地であるジュニエに無事避難させた。
1982年のレバノン戦争後、本来の基地であるラヤークがシリア国内の長距離砲の射程圏内にあり、また、ベイルートは左派民兵やパレスチナ組織の支配地域であった南ベイルートに位置していたため、ハンターはジュニエ地区の高速道路を滑走路に改造した仮基地に避難した（現在は撤去）。この仮基地建設にはアメリカ海兵隊が協力したといわれる。
1982年に「山岳戦争」において同じくハンターを対地攻撃にジュニエから出動させたが、イスラム教左派勢力やシリア軍によって数機が撃墜され、一部の被弾した機体はキプロスに不時着した。
2007年、レバノン北部で反乱が発生した際には、同空軍はUH-1に（本来はハンター用とみられる）無誘導爆弾を搭載させ、反乱勢力の拠点への攻撃任務に従事させた。
現在稼動しているのはヘリコプターが中心であり、SA342、UH-1「イロコイ」多目的ヘリ×15機、アグスタウェストランドAW139要人輸送ヘリ×少数機、シコルスキー S-61消防ヘリ×少数機、ロビンソンR44ヘリ×4機（2005年導入、練習用）などである。防空よりも兵員輸送や民生活動（山火事の消火活動など）に力を入れている。陸軍には空中機動部隊がある事から、小規模なヘリボーン作戦も実施されている。
上記のとおり、長らく防空能力を欠いていたが2008年にロシアがロシア空軍から中古のMiG-29を10機無償供与すると表明した。しかし2010年2月27日にレバノン政府はMiG-29の受領を辞退し、代わりに10機のMi-24攻撃ヘリコプターを発注した。
このほか、アメリカからヘルファイア対戦車ミサイルで武装可能なセスナ208(AC-208)が国境監視や輸送用として1機導入されている。

### 基地
ベイルート（ラフィク・ハリリ国際空港）、ラヤーク（ベッカー高原）、他。

### 現在の保有機
- 戦闘機
  - BAe ホーク - 10機
  - MB-339 - 3機
- COIN機
  - A-29A - 6機
- 攻撃ヘリコプター
  - Mi-24（未配備）
  - SA-342 ガゼル（観測／汎用ヘリコプターとしても使用）- アラブ首長国連邦から引き渡された非武装の中古機を含む。
  - MD 530Fリトルバード - 2018年に6機を発注し、2021年に受領した[7]。
- 汎用ヘリコプター
  - SA330/IAR330 ピューマ（武装可能）
  - UH-1H　ヒューイ（武装可能） - 大部分の機体がライカミングT53-703エンジンに換装した「ヒューイⅡ（UH-1HP）」に改修済み。
  - S-61 - 消防任務に使用。
- 軽輸送機
  - セスナ208／AC-208（武装可能）
  - セスナ414（英語版） - 航空測量に使用？
- 要人輸送ヘリ
  - アグスタ・ウェストランド AW139
- 練習機
  - ブルドッグ
- 練習ヘリコプター
  - ロビンソンR-44
- UAV
  - RQ-11B　レイヴン

### 過去の保有機
- 戦闘機
  - ホーカー ハンターF.6/FGA.9/FGA.70/T.66C
  - デ・ハビランド バンパイア
  - ダッソー ミラージュIIIEL/BL
- 輸送機
  - SM.79 - 輸送機として運用。
  - デ・ハビランド DH.104 ダブ
  - エアロコマンダー 500 - 1982年に破壊された。
- 要人輸送機
  - ダッソー ファルコン 20 - 民間機登録された政府保有機。空軍に運用を委託。
- 汎用ヘリコプター
  - AB212
  - SA 316 アルエットIII
  - SE.3130 アルエットII
- 練習機
  - フーガ マジステールCM-170 - 旧西ドイツ空軍機。
  - T-6 テキサン
  - チップマンク

## 軍事情報部
レバノン軍は、諜報機関、軍事情報部（ムハーバラート・アル＝ジャイシュ・アッ＝ルブナーニー、フランス語：Renseignement militaire）を有する。
レバノンの情報共同体は、同国の政治システムと同様に、宗派別の職務分配原則に従っている。現軍事情報部長ライモン・アザルは、大統領と同じくキリスト教徒である。また、シリアの影響も強く受けており、アザルはシリアの傀儡とされるレバノン総合保安総局長官ジャミル・サイードに同職に抜擢された。

## 徴兵制
1980年代に徴兵制が施行されたが、内戦の為にほとんど召集される事は無かった。しかし、1990年に入り内戦が終結すると、兵力増強と国防費の節制という観点から「フラグ・サービス」と呼ばれる事実上の徴兵制度が施行される事となった。この制度の大きな特徴としては、軍隊入隊によるレバノン国民としての自覚を全宗派の青年に求める事である。
また、同時に内戦前から軍ばかりでなくレバノン社会に蔓延する「宗派主義」の緩和と撤廃という目的もある。内戦中までは宗派ごとに各旅団が分けられ、国防意識以上に宗派内の連帯性が尊重されるという事態をもたらしていた。実際に、内戦中は将兵が所属宗派の民兵組織に脱走したり、旅団そのものが政府の意向を無視して民兵組織の指揮下に入ったりするという分裂状態を生み出した。こうした事態が再発しないよう、各宗派の将兵（特に士官）は定期的な所属部隊の異動が行われ、他宗派との交流による宗派主義の緩和を目指している。